# Miracles in December (chanson)
Singles de EXO
Growl
(2013) Overdose
(2014)
Miracles in December (coréen : 12월의 기적 ; chinois : 十二月的奇迹) est un single du boys band sud-coréano-chinois EXO, sorti le 10 décembre 2015 en coréen et en mandarin, issu de leur mini-album du même nom.

## Contexte et sortie
Produit par Don Spike, "Miracles in December" est décrit comme une chanson "pop-ballade" qui utilise le piano et les cordes dans l'arrangement. La chanson a été composée et arrangée par des compositeurs vétérans comme Andreas Johansson Stone et Rick Hanley en collaboration avec l'équipe de production de SM Entertainment. La chanson parle d'un homme qui se souvient avec nostalgie de la relation qu'il a eu avec son ancienne petite amie et de son désir d'y retourner, mais ne peut le faire à cause de la honte et de la culpabilité. La version coréenne de la chanson est interprétée par D.O., Baekhyun et Chen tandis que pour la version mandarin ce sont Luhan, Chen et Baekhyun qui assurent l'interprétation.

## Clip-vidéo
Les clips musicaux de "Miracles in December" ont été réalisés par Jo So-hyun et ont été filmés à Paju et dans un studio à Ilsan, près de Séoul et ont été mis en ligne sur YouTube le 4 décembre. 

## Promotion
En décembre, D.O., Baekhyun et Chen ont commencé leurs promotions pour la version coréenne de la chanson sur les plateaux de plusieurs émissions musicales hebdomadaires, y compris au M Countdown le 5 décembre, au Music Bank le 6 décembre, au Show! Music Core le 7 décembre ou encore dans Inkigayo le 8 décembre. Dans les promotions de la semaine suivante, l'agence du groupe a annoncé que Luhan et Lay participeront également aux représentations. Baekhyun, Chen et D.O. sont ensuite apparus dans les émissions The Show le 17 décembre et Show Champion le 18 décembre. La chanson a également été inclus au programme du concert spécial "SM Town Week: Christmas Wonderland" les 23 et 24 décembre aux côtés des F(x). La version chinoise de "Miracles in December" a été jouée pour la première fois dans l'émission The Show le 24 décembre 2013 avec D.O., Luhan, Baekhyun, Chen et Lay. La chanson a été interprétée lors de la seconde tournée du groupe : « EXO'luXion ».

## Succès commercial
Le single "Miracles in December" (en version coréenne) a atteint la seconde place dans le Gaon's Weekly Digital Singles Chart et la troisième place dans le Billboard's Korea K-Pop Hot 100. La version chinoise de la chanson était 47e sur le Gaon Chart, mais a fini en tête dans le Gaon International Singles Chart. Elle a également été sur le Baidu Charts en Chine.

## Classements

### Classements hebdomadaires
| Classements                        | Meilleure position |
| ---------------------------------- | ------------------ |
| South Korea (Gaon)                 | 2                  |
| Korea K-Pop Hot 100 (Billboard)    | 3                  |
| US World Digital Songs (Billboard) | 3                  |

### Classement mensuel
| Classement                  | Meilleure position |
| --------------------------- | ------------------ |
| South Korean singles (Gaon) | 2                  |

## Ventes
| Pays               | Ventes  |
| ------------------ | ------- |
| South Korea (Gaon) | 789 317 |

## Programme de classements musicaux
| Programme                 | Date             |
| ------------------------- | ---------------- |
| Show! Music Core (MBC)    | 14 décembre 2013 |
| Show! Music Core (MBC)    | 21 décembre 2013 |
| Inkigayo (SBS)            | 15 décembre 2013 |
| Inkigayo (SBS)            | 22 décembre 2013 |
| Show Champion (MBC Music) | 18 décembre 2013 |
| M Countdown (Mnet)        | 19 décembre 2013 |
| M Countdown (Mnet)        | 26 décembre 2013 |
| M Countdown (Mnet)        | 2 janvier 2014   |
| Music Bank (KBS)          | 20 décembre 2013 |